# Chuck Arnold
Chuck Arnold (* 30. Mai 1926 in Stamford; † 4. September 1997 in Santa Ana) war ein US-amerikanischer Autorennfahrer.

## Karriere
Da die 500 Meilen von Indianapolis von 1950 bis 1960 zur Weltmeisterschaft der Formel 1 gehörten, fuhr Chuck Arnold ein Rennen zu dieser Rennserie. Er startete am 30. Mai 1959 von Startplatz 21 ins Rennen und erreichte nach 200 Runden, in derselben Runde mit dem Sieger Rodger Ward, den 15. Platz.